# Luxusmädel
Luxusmädel (Originaltitel: Lottery Lover) ist eine US-amerikanische Filmkomödie aus dem Jahr 1935 von Wilhelm Thiele mit Lew Ayres in der Hauptrolle. Das Drehbuch basiert auf einer Originalstory von Siegfried M. Herzig und Maurice Hanline.

## Handlung
Während Captain Payne von der US Navy seine Männer vor den Mädchen von Paris warnt, wo sie auf einem fünftägigen Urlaub verbringen wollen, wird ein Damenstrumpfband aus einem Flugzeug geweht und fällt auf das Schiff. Später treffen einige der Matrosen am Montmartre Edward Tankersley, einen amerikanischen Fremdenführer, der als „Tank“ bekannt ist, der sie zu der Revue Folies Parisienne mit der bekannten Tänzerin Gaby Aimee mitnimmt. Als die Matrosen beim aufmerksamen Beobachten von Gabys Tanz erkennen, dass das Strumpfband ihr gehört, streiten sie darüber, wer die Gelegenheit bekommt, es zurückzugeben.
Während Captain Payne Gaby besucht und sie an ihre Romanze vor Jahren in Buenos Aires erinnert, schlägt Tank vor, dass die Männer eine Lotterie veranstalten und ihr Geld zusammenlegen, damit der Gewinner Gaby gebührend den Hof machen kann. Da der gewinnende Matrose, Kadett Frank Harrington, am wenigsten interessiert und erfahren ist, engagiert Tank Patty, ein kanadisches Tänzermädchen, um ihn zu proben. Tanks Plan sieht vor, dass Frank Gaby das Strumpfband zurückgibt und ihr sagt, dass er sie liebt. Als Nächstes soll Frank mit ihr zu Mittag essen und sie küssen und schließlich zu einem Mitternachtsessen in ihre Villa eingeladen werden. Nach den Proben mit Patty bringt Frank, überzeugt davon, dass er die Ehre des Schiffes vertritt, Gaby Blumen und gibt ihr das Strumpfband zurück. Dann sagt er hölzern, dass er sie liebt. Da Gaby eine Verabredung zum Mittagessen mit dem russischen Prinzen Midanoff hat, arrangiert Tank, dass Patty den Prinzen ablenkt. Midanoff ist von Patty angezogen und sagt seine Verabredung ab. Gaby willigt ein, Frank zu begleiten. Nach dem Mittagessen, bei dem sie den Prinzen mit Patty sieht, küsst Frank sie, woraufhin sie droht, die Gendarmen zu rufen, wenn er sie noch einmal belästigt. Als Frank vor den Matrosen mit dem Kuss prahlt, ist Patty verletzt. Sie bestehen darauf, dass er nachspielt, was mit Patty passiert ist, und sein leidenschaftlicher Kuss, anders als der, den er Gaby gegeben hat, gefällt den Matrosen, während er Patty stört.
An ihrem letzten Urlaubstag gesteht Frank Tank, was wirklich passiert ist, und dieser überredet Gaby, Frank aus Spaß zu einem Mitternachtsessen einzuladen. An diesem Nachmittag besuchen Frank und Patty den Eiffelturm, wo sie zu seinem Unbehagen enthüllt, dass Tank für sie einen Abend mit dem Prinzen arrangiert hat, damit er Gaby nicht in die Quere kommt. Nachdem sie erfahren haben, dass sie beide aus Sault Ste. Marie stammen, Frank aus der Stadt in Michigan und Patty aus dem benachbarten kanadischen Teil, küssen sie sich bei Sonnenuntergang. In diesem Abend besucht Patty Gaby und bittet sie, den Abend nicht durchzuziehen. Um zu beweisen, dass Frank sie liebt, bringt Gaby Patty in ein Nebenzimmer, um zuzuhören, als Frank ankommt, aber nachdem er nicht romantisch reagiert, lässt sie ihn bei Patty. Frank und Patty verbringen den Abend zusammen, ebenso wie Gaby und Captain Payne, während der Prinz und Tank sich betrinken und russische Tänze versuchen. Spät in der Nacht prahlen die Matrosen vor einigen französischen Soldaten mit Franks angeblicher Eroberung, und die Franzosen fordern die Amerikaner im Morgengrauen zu einem Duell heraus. Während des Duells gibt Frank zu, dass er mit Patty und nicht mit Gaby zusammen war, und als die Gendarmen eintreffen, wird das Duell schnell zu einer Vorführung von Schwerttanz. Am Bahnhof küsst der Kapitän Gaby im Namen der Soldaten, und Frank gibt Patty eine Fahrkarte nach Sault Ste. Marie, da sie sich dort treffen wollen.

## Hintergrund
Gedreht wurde der Film vom 1. Oktober bis zum 10. November 1934.
Aus Dokumenten zufolge teilte der deutsche Regisseur Franz Schulz Fox im Mai 1933, bevor Fox die Filmrechte an der Geschichte von Siegfried M. Herzig und Maurice Hanline kaufte, mit, dass er mit den Vorarbeiten für ein Drehbuch begonnen habe, an dem sie möglicherweise interessiert wären, wenn sie die Geschichte kauften. Obwohl Philip Klein, ein Autor von Fox, dem Studio abriet, Schulz‘ Material anzufordern, da das Studio bereits geplant hatte, S. N. Behrman mit der Arbeit am Drehbuch zu beauftragen, stützte Fox den Film später auf ein Drehbuch, das auf Deutsch von Schulz, Billy Wilder und Hanns Schwarz geschrieben worden war. Jerome Lachenbruck lieferte die englische Übersetzung dieses Drehbuchs. Die Autorin Gertrude Purcell las das Drehbuch und nahm an einigen Konferenzen teil, schrieb jedoch nicht selbst.
Laut einer Pressemitteilung vom Dezember 1933 war ursprünglich Paul Martin als Regisseur vorgesehen. Hanns Schwarz, ein ehemaliger Regisseur der UFA, sollte später sein amerikanisches Regiedebüt geben. Der Film sollte ursprünglich im Juni 1934 beginnen, aber die Produktion wurde verschoben, nachdem Lilian Harvey, die für die weibliche Hauptrolle vorgesehen war, aus Love Time ausgestiegen war. Sie wurde in diesem Film anschließend durch Pat Paterson ersetzt. Der Starttermin des Films wurde wegen Schwarz’ langwieriger Krankheit nach einer Blinddarmoperation weiter nach hinten verschoben. Informationen in den Dokumenten und einer Pressemitteilung zufolge war Ned Sparks ursprünglich für die Rolle des Tank Tankersley vorgesehen. In einem Vorproduktionsdrehbuch war Frank Morgan für die Rolle des Captain Payne aufgeführt. Es ist nicht bekannt, ob dies nur ein Vorschlag war oder ob Morgan tatsächlich für die Rolle vorgesehen war.
Walter Woolf King und Peggy Fears gaben ihre Filmdebüts. Wilhelm Thiele, der Schwarz als Regisseur abgelöst hatte, gab hiermit sein Regiedebüt in den USA. Aus weiteren Dokumenten geht hervor, dass 20th Century Fox 1952 mehrere Autoren an einer Neuverfilmung arbeiten ließ, die aber nicht verwirklicht wurde.
Ab dem 4. Januar 1935 lief der Film in den US-Kinos an.
William S. Darling oblag die künstlerische Leitung. René Hubert und William Lambert waren für das Kostümbild zuständig.
Die im Film gespielten Songs There Is a Bit of Paree in You, Ting-a-Ling-a-Ling und Close Your Eyes and See stammten von Jay Gorney und Don Hartman.